# Spoorlijn Bebra - Kassel
De spoorlijn Bebra - Kassel ook wel zuidelijk deel van de Friedrich-Wilhelms-Nordbahn genoemd is een Duitse spoorlijn als spoorlijn 6340 onder beheer van DB Netze.

## Geschiedenis
Het traject werd door de Friedrich-Wilhelms-Nordbahn-Gesellschaft op 29 december 1849 geopend.

## Treindiensten

### DB
De Deutsche Bahn verzorgt het personenvervoer op dit traject met RE / RB treinen.

#### InterCityExpress
De InterCityExpress, afgekort als ICE, is de snelste trein van spoorwegmaatschappij DB Fernverkehr, onderdeel van Deutsche Bahn AG.

### cantus Verkehrsgesellschaft
De cantus Verkehrsgesellschaft mbH is een dochter onderneming van de Hessischen Landesbahn GmbH (HLB) en de BeNEX GmbH. BeNEX is een dochteronderneming van de Hamburger Hochbahn AG (HHA).
De cantus verzorgt sinds december 2006 tot december 2016 het personenvervoer op dit traject:
- R5 Kassel–Melsungen–Bebra–Bad Hersfeld–Fulda

## Aansluitingen
In de volgende plaatsen was of is er een aansluiting van de volgende spoorwegmaatschappijen:

### Bebra
- Thüringer Bahn spoorlijn tussen Halle en Bebra
- Frankfurt - Göttingen spoorlijn tussen Frankfurt en Göttingen

### Malsfeld
- Silberhausen - Treysa, Kanonenbahn spoorlijn tussen Silberhausen en Treysa

### Kassel

#### Kassel Hbf
- Main-Weser-Bahn spoorlijn tussen Frankfurt am Main en Kassel
- Hannöversche Südbahn spoorlijn tussen Hannover Hbf en Kassel Hbf
- Halle-Kasseler Eisenbahn spoorlijn tussen Halle en Kassel Hbf
- Friedrich-Wilhelms-Nordbahn spoorlijn tussen Warburg en Kassel Hbf
- Kassel - Waldkappel spoorlijn tussen Kassel en Waldkappel
- RegioTram Kassel (KVG) tram-train in de regio Kassel
- Straßenbahn Kassel (KVG) stadstram Kassel

#### Kassel Wilhelmshöhe
- Main-Weser-Bahn spoorlijn tussen Frankfurt am Main en Kassel
- Friedrich-Wilhelms-Nordbahn spoorlijn tussen Warburg en Kassel
- Kassel - Waldkappel spoorlijn tussen Kassel en Waldkappel
- HSL Würzburg - Hannover spoorlijn tussen Würzburg Hbf en Hannover Hbf
- RegioTram Kassel (KVG) tram-train in de regio Kassel
- Straßenbahn Kassel (KVG) stadstram Kassel

## Elektrische tractie
Het traject werd geëlektrificeerd met een spanning van 15.000 volt 16 2/3 Hz wisselstroom.

## Afbeeldingen

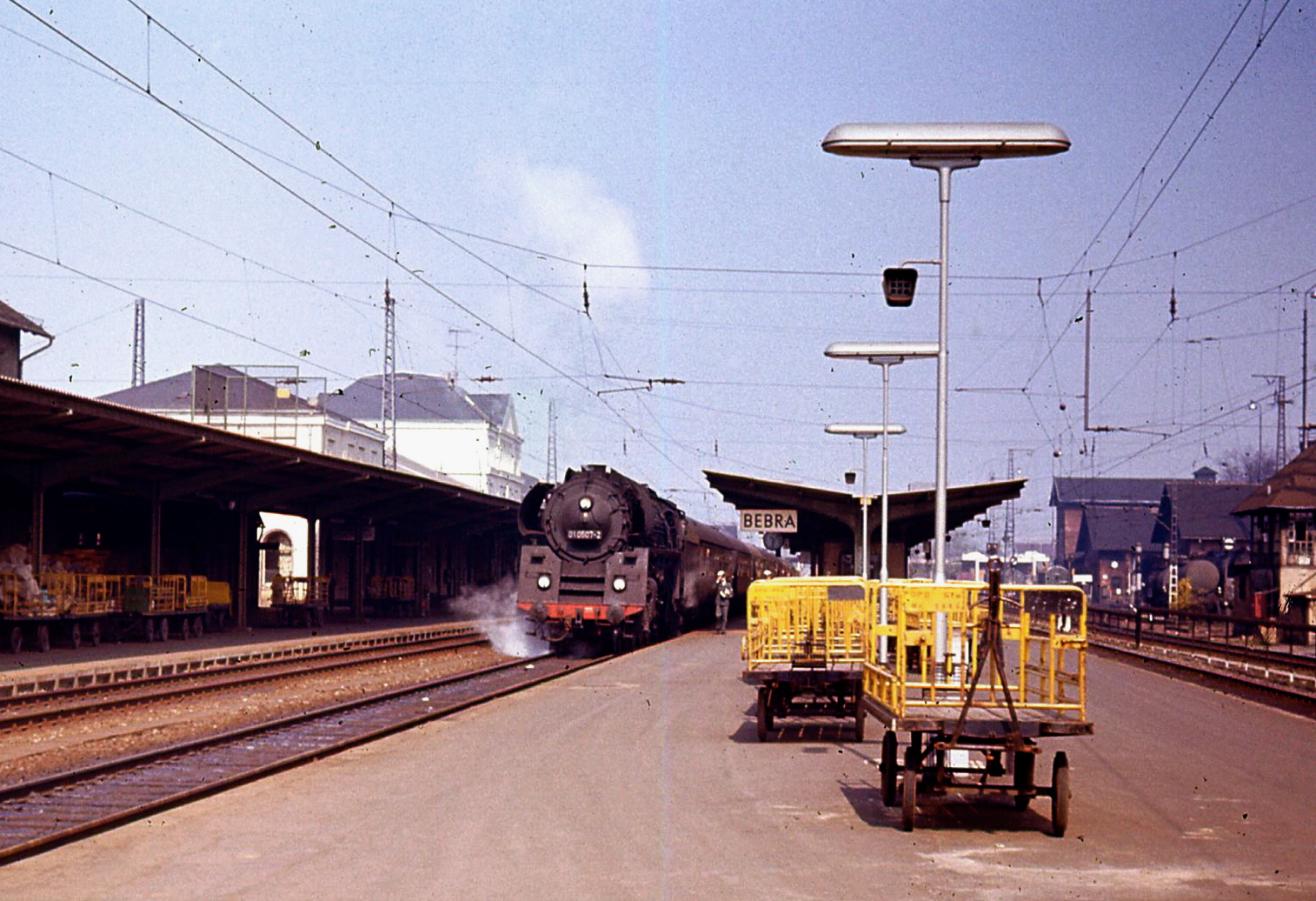
Station Bebra, 1972
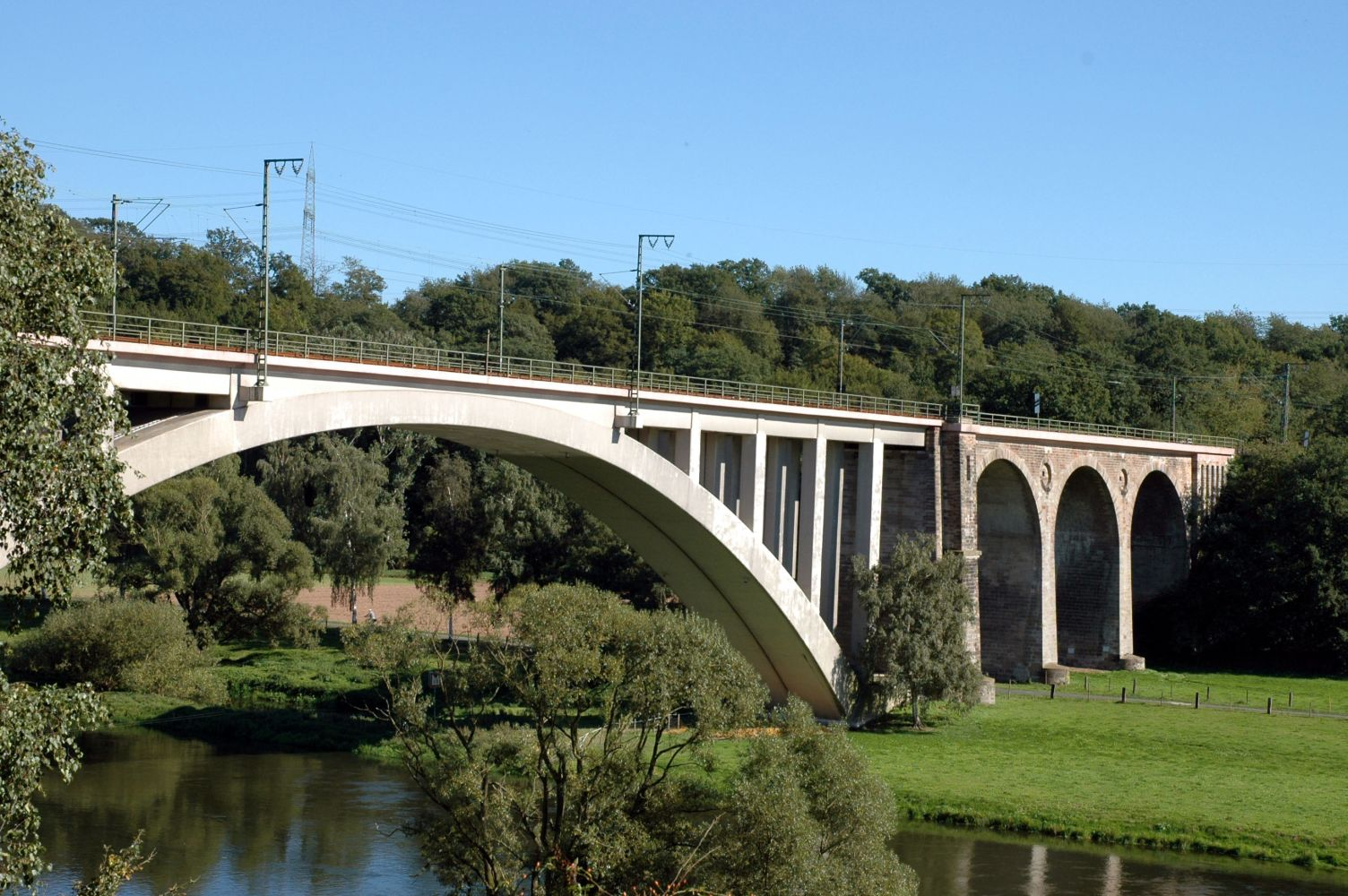
Viaduct over de Fulda bij Guntershausen
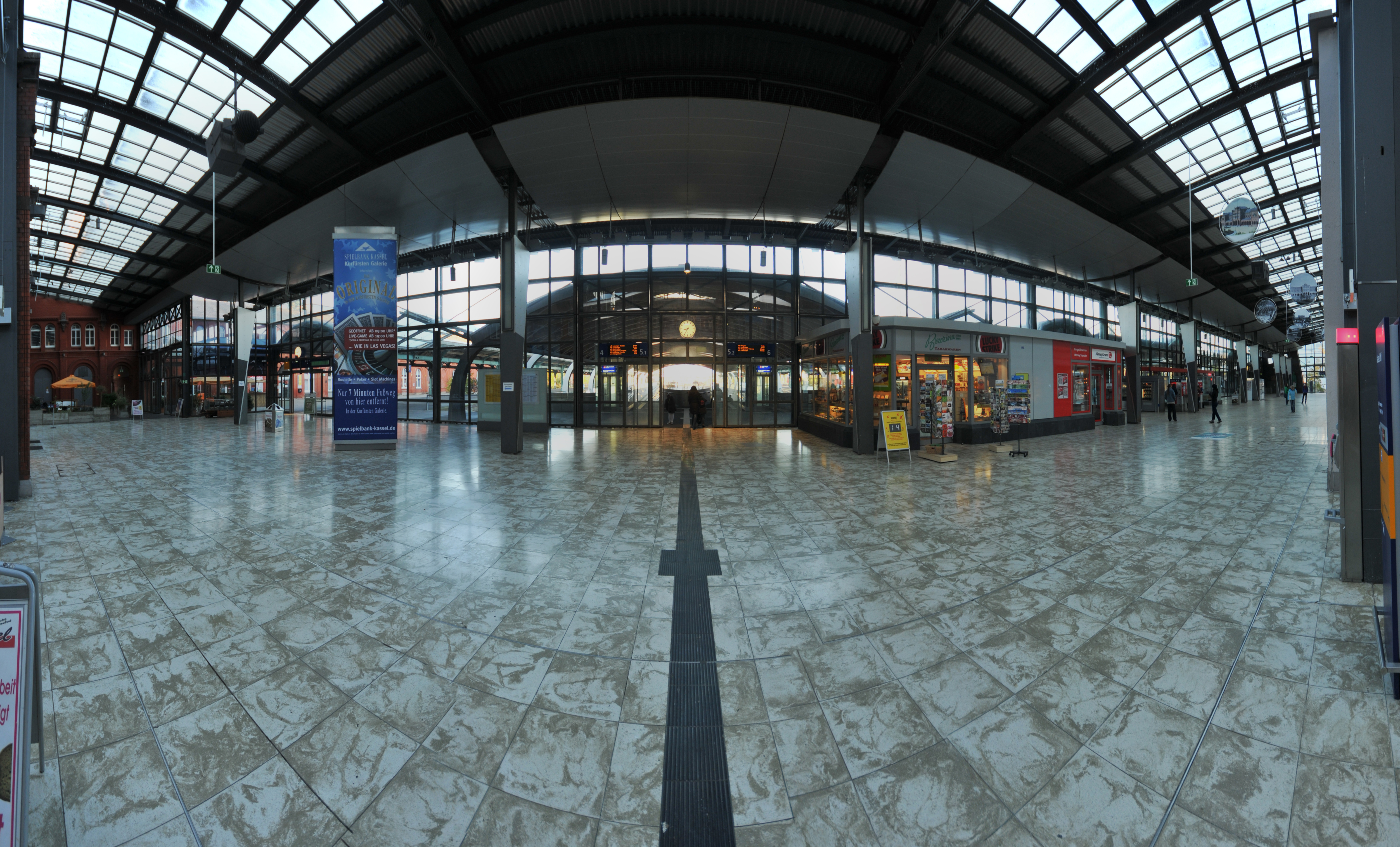
Kassel Hauptbahnhof